# European League 2007
L'European League 2007 si è svolta dal 25 maggio all'8 luglio 2007: al torneo hanno partecipato dodici squadre nazionali europee e la vittoria finale è andata per la prima volta alla Spagna.

## Regolamento

### Formula
Le squadre hanno disputato una prima fase a gironi con formula del girone all'italiana, con gare di andata e ritorno e doppio confronto: al termine della prima fase, la prima classificata di ogni girone e la squadra del paese organizzatore (se questa rientra tra i precedenti criteri di qualificazione si è qualificata la migliore seconda classificata) hanno acceduto alla fase finale strutturata in semifinali, finale per il terzo posto e finale.

### Criteri di classifica
Per ogni partita sono stati assegnati 2 punti alla squadra vincente ed 1 punto alla squadra sconfitta.
L'ordine del posizionamento in classifica è stato definito in base a:
- Punti;
- Ratio dei set vinti/persi;
- Ratio dei punti realizzati/subiti;
- Risultati degli scontri diretti.

## Squadre partecipanti
| Squadra     | Qualificazione | Ultima partecipazione |
| ----------- | -------------- | --------------------- |
| Belgio      | Wild card      | Debutto               |
| Germania    | Wild card      | European League 2006  |
| Grecia      | Wild card      | European League 2006  |
| Lettonia    | Wild card      | Debutto               |
| Paesi Bassi | Wild card      | European League 2006  |
| Portogallo  | Wild card      | Debutto               |
| Rep. Ceca   | Wild card      | European League 2005  |
| Romania     | Wild card      | Debutto               |
| Slovacchia  | Wild card      | European League 2006  |
| Slovenia    | Wild card      | Debutto               |
| Spagna      | Wild card      | European League 2006  |
| Turchia     | Wild card      | European League 2006  |

## Torneo

### Fase a gironi
| Girone A    | Girone B   | Girone C   |
| ----------- | ---------- | ---------- |
| Belgio      | Grecia     | Lettonia   |
| Germania    | Portogallo | Romania    |
| Paesi Bassi | Rep. Ceca  | Slovacchia |
| Spagna      | Slovenia   | Turchia    |

#### Girone A

##### Risultati
| 26 maggio 2007 SportOase, Lovanio Durata: 1h:20 - Spettatori: 1 000                         | Belgio      | 0 - 3 | Germania    | 19-25, 20-25, 18-25               |
| 26 maggio 2007 Topsport Centrum, Rotterdam Durata: 2h:10 - Spettatori: 1 600                | Paesi Bassi | 3 - 2 | Spagna      | 25-21, 21-25, 25-23, 19-25, 16-14 |
| 27 maggio 2007 SportOase, Lovanio Durata: 2h:06 - Spettatori: 650                           | Belgio      | 3 - 2 | Germania    | 25-23, 15-25, 21-25, 25-22, 15-12 |
| 27 maggio 2007 Topsport Centrum, Rotterdam Durata: 1h:43 - Spettatori: 1 500                | Paesi Bassi | 1 - 3 | Spagna      | 14-25, 25-22, 16-25, 18-25        |
| 2 giugno 2007 Polideportivo Huerta del Rey, Valladolid Durata: 2h:05 - Spettatori: 1 300    | Spagna      | 3 - 2 | Belgio      | 20-25, 25-12, 22-25, 25-20, 15-12 |
| 1º giugno 2007 EWE Arena, Oldenburg Durata: 2h:05 - Spettatori: 2 000                       | Germania    | 3 - 2 | Paesi Bassi | 25-23, 25-23, 22-25, 23-25, 15-9  |
| 3 giugno 2007 Pabellón Polideportivo Pisuerga, Valladolid Durata: 1h:10 - Spettatori: 1 000 | Spagna      | 3 - 0 | Belgio      | 25-22, 25-12, 25-21               |
| 2 giugno 2007 Seidenstickerhalle, Bielefeld Durata: 1h:17 - Spettatori: 1 000               | Germania    | 0 - 3 | Paesi Bassi | 22-25, 19-25, 20-25               |
| 9 giugno 2007 SportOase, Lovanio Durata: 1h:16 - Spettatori: 2 200                          | Belgio      | 0 - 3 | Paesi Bassi | 19-25, 22-25, 14-25               |
| 8 giugno 2007 Pabellón Santa María, Ciudad Real Durata: 2h:20 - Spettatori: 950             | Spagna      | 2 - 3 | Germania    | 25-23, 25-17, 26-28, 22-25, 13-15 |
| 10 giugno 2007 SportOase, Lovanio Durata: 1h:35 - Spettatori: 800                           | Belgio      | 3 - 1 | Paesi Bassi | 21-25, 25-14, 25-14, 25-18        |
| 10 giugno 2007 Pabellón Santa María, Ciudad Real Durata: 2h:05 - Spettatori: 600            | Spagna      | 2 - 3 | Germania    | 25-20, 25-21, 22-25, 19-25, 12-15 |
| 16 giugno 2007 Topsport Centrum, Rotterdam Durata: 1h:18 - Spettatori: 1 025                | Paesi Bassi | 3 - 0 | Belgio      | 25-23, 25-22, 25-19               |
| 16 giugno 2007 Stadthalle, Zwickau Durata: 1h:18 - Spettatori: 1 600                        | Germania    | 3 - 0 | Spagna      | 25-18, 25-17, 25-20               |
| 17 giugno 2007 Topsport Centrum, Rotterdam Durata: 1h:28 - Spettatori:                      | Paesi Bassi | 3 - 0 | Belgio      | 26-24, 25-21, 25-18               |
| 17 giugno 2007 Anhalt Arena, Dessau-Roßlau Durata: 1h:15 - Spettatori: 2 850                | Germania    | 0 - 3 | Spagna      | 22-25, 15-25, 22-25               |
| 23 giugno 2007 SportOase, Lovanio Durata: 1h:25 - Spettatori: 1 650                         | Belgio      | 0 - 3 | Spagna      | 25-27, 13-25, 23-25               |
| 23 giugno 2007 Topsport Centrum, Rotterdam Durata: 1h:23 - Spettatori: 1 600                | Paesi Bassi | 0 - 3 | Germania    | 25-27, 18-25, 20-25               |
| 24 giugno 2007 SportOase, Lovanio Durata: 2h:05 - Spettatori: 1 200                         | Belgio      | 2 - 3 | Spagna      | 25-22, 24-26, 15-25, 25-18, 13-15 |
| 24 giugno 2007 Topsport Centrum, Rotterdam Durata: 2h:07 - Spettatori: 1 500                | Paesi Bassi | 3 - 2 | Germania    | 22-25, 25-16, 21-25, 25-22, 17-15 |
| 29 giugno 2007 Arena Trier, Treviri Durata: 2h:17 - Spettatori: 1 300                       | Germania    | 3 - 2 | Belgio      | 21-25, 22-25, 27-25, 25-22, 17-15 |
| 30 giugno 2007 Pabellón Municipal, Ontinyent Durata: 1h:20 - Spettatori: 750                | Spagna      | 3 - 0 | Paesi Bassi | 25-21, 25-23, 25-22               |
| 1º luglio 2007 Arena Trier, Treviri Durata: 1h:47 - Spettatori: 1 050                       | Germania    | 3 - 1 | Belgio      | 25-17, 23-25, 25-17, 25-22        |
| 1º luglio 2007 Pabellón Municipal, Ontinyent Durata: 1h:52 - Spettatori: 800                | Spagna      | 3 - 1 | Paesi Bassi | 22-25, 25-22, 25-21, 27-25        |

##### Classifica
| Pos. | Squadra     | Pt | G  | V | P  | SV | SP | Ratio | PF   | PS   | Ratio |
| ---- | ----------- | -- | -- | - | -- | -- | -- | ----- | ---- | ---- | ----- |
| 1.   | Spagna      | 20 | 12 | 8 | 4  | 30 | 18 | 1,667 | 1088 | 998  | 1,090 |
| 2.   | Germania    | 20 | 12 | 8 | 4  | 28 | 21 | 1,333 | 1091 | 1048 | 1,041 |
| 3.   | Paesi Bassi | 18 | 12 | 6 | 6  | 23 | 22 | 1,045 | 988  | 1008 | 0,980 |
| 4.   | Belgio      | 14 | 12 | 2 | 10 | 13 | 33 | 0,394 | 941  | 1054 | 0,893 |

      Qualificata alle semifinali.

#### Girone B

##### Risultati
| 26 maggio 2007 Městská sportovní hala, Plzeň Durata: 2h:27 - Spettatori: 1 050                | Rep. Ceca  | 3 - 2 | Grecia     | 25-19, 19-25, 25-22, 22-25, 15-12 |
| 26 maggio 2007 Pavilhão Desportivo Municipal, Póvoa de Varzim Durata: 2h:17 - Spettatori: 500 | Portogallo | 1 - 3 | Slovenia   | 23-25, 25-19, 21-25, 29-31        |
| 27 maggio 2007 Městská sportovní hala, Plzeň Durata: 1h:23 - Spettatori: 1 000                | Rep. Ceca  | 0 - 3 | Grecia     | 23-25, 22-25, 23-25               |
| 27 maggio 2007 Pavilhão Desportivo Municipal, Póvoa de Varzim Durata: 2h:20 - Spettatori: 600 | Portogallo | 3 - 1 | Slovenia   | 25-20, 24-26, 25-23, 25-23        |
| 2 giugno 2007 Městská sportovní hala, Plzeň Durata: 2h:04 - Spettatori: 1 100                 | Rep. Ceca  | 1 - 3 | Portogallo | 23-25, 25-22, 14-25, 21-25        |
| 1º giugno 2007 Athlītiko Kentro, Paiania Durata: 1h:23 - Spettatori: 50                       | Grecia     | 0 - 3 | Slovenia   | 20-25, 22-25, 18-25               |
| 3 giugno 2007 Městská sportovní hala, Plzeň Durata: 1h:35 - Spettatori: 1 400                 | Rep. Ceca  | 0 - 3 | Portogallo | 22-25, 22-25, 20-25               |
| 2 giugno 2007 Athlītiko Kentro, Paiania Durata: 2h:07 - Spettatori: 150                       | Grecia     | 3 - 2 | Slovenia   | 19-25, 25-21, 23-25, 25-18, 15-10 |
| 9 giugno 2007 Portimão Arena, Portimão Durata: 1h:28 - Spettatori: 500                        | Portogallo | 3 - 0 | Grecia     | 25-22, 25-19, 26-24               |
| 8 giugno 2007 Hala Tivoli, Lubiana Durata: 2h:17 - Spettatori: 400                            | Slovenia   | 3 - 2 | Rep. Ceca  | 25-18, 24-26, 21-25, 25-18, 15-9  |
| 10 giugno 2007 Portimão Arena, Portimão Durata: 1h:28 - Spettatori: 500                       | Portogallo | 3 - 0 | Grecia     | 25-21, 25-22, 25-23               |
| 9 giugno 2007 Hala Tivoli, Lubiana Durata: 1h:24 - Spettatori: 500                            | Slovenia   | 3 - 0 | Rep. Ceca  | 25-20, 25-20, 25-23               |
| 16 giugno 2007 Jablonec City Hall, Jablonec nad Nisou Durata: 1h:54 - Spettatori: 1 000       | Rep. Ceca  | 1 - 3 | Slovenia   | 22-25, 17-25, 25-22, 18-25        |
| 15 giugno 2007 Athlītiko Kentro, Paiania Durata: 1h:55 - Spettatori: 100                      | Grecia     | 3 - 1 | Portogallo | 25-18, 25-19, 18-25, 27-25        |
| 17 giugno 2007 Jablonec City Hall, Jablonec nad Nisou Durata: 2h:07 - Spettatori: 750         | Rep. Ceca  | 2 - 3 | Slovenia   | 20-25, 19-25, 25-19, 25-21, 12-15 |
| 16 giugno 2007 Athlītiko Kentro, Paiania Durata: 1h:55 - Spettatori: 120                      | Grecia     | 3 - 1 | Portogallo | 23-25, 25-17, 25-23, 25-19        |
| 22 giugno 2007 Sportna Dvorana Leon Stukelj, Novo mesto Durata: 1h:21 - Spettatori: 400       | Slovenia   | 3 - 0 | Grecia     | 25-15, 26-24, 25-17               |
| 23 giugno 2007 Pavilhão Desportivo Municipal, Póvoa de Varzim Durata: 1h:33 - Spettatori: 400 | Portogallo | 0 - 3 | Rep. Ceca  | 19-25, 17-25, 28-30               |
| 23 giugno 2007 Sportna Dvorana Leon Stukelj, Novo mesto Durata: 2h:15 - Spettatori: 300       | Slovenia   | 3 - 2 | Grecia     | 25-27, 25-23, 25-16, 22-25, 15-10 |
| 24 giugno 2007 Pavilhão Desportivo Municipal, Póvoa de Varzim Durata: 2h:18 - Spettatori: 610 | Portogallo | 3 - 2 | Rep. Ceca  | 22-25, 25-23, 16-25, 26-24, 15-10 |
| 29 giugno 2007 Athlītiko Kentro, Paiania Durata: 1h:28 - Spettatori: 100                      | Grecia     | 0 - 3 | Rep. Ceca  | 26-28, 21-25, 23-25               |
| 30 giugno 2007 Dvorana Tabor, Maribor Durata: 2h:23 - Spettatori: 550                         | Slovenia   | 2 - 3 | Portogallo | 25-22, 25-23, 18-25, 18-25, 13-15 |
| 30 giugno 2007 Athlītiko Kentro, Paiania Durata: 1h:28 - Spettatori: 100                      | Grecia     | 3 - 0 | Rep. Ceca  | 25-21, 26-24, 25-22               |
| 1º luglio 2007 Dvorana Tabor, Maribor Durata: 2h:20 - Spettatori: 600                         | Slovenia   | 3 - 2 | Portogallo | 17-25, 27-25, 25-18, 22-25, 15-12 |

##### Classifica
| Pos. | Squadra    | Pt | G  | V | P | SV | SP | Ratio | PF   | PS   | Ratio |
| ---- | ---------- | -- | -- | - | - | -- | -- | ----- | ---- | ---- | ----- |
| 1.   | Slovenia   | 21 | 12 | 9 | 3 | 32 | 19 | 1,684 | 1146 | 1078 | 1,063 |
| 2.   | Portogallo | 19 | 12 | 7 | 5 | 26 | 21 | 1,238 | 1074 | 1055 | 1,018 |
| 3.   | Grecia     | 17 | 12 | 5 | 7 | 19 | 25 | 0,760 | 972  | 1003 | 0,969 |
| 4.   | Rep. Ceca  | 15 | 12 | 3 | 9 | 17 | 29 | 0,586 | 995  | 1051 | 0,947 |

      Qualificata alle semifinali.

#### Girone C

##### Risultati
| 26 maggio 2007 Vidzeme Olimpiskais centrs, Valmiera Durata: 1h:50 - Spettatori: 800 | Lettonia   | 1 - 3 | Slovacchia | 20-25, 25-22, 26-28, 17-25        |
| 25 maggio 2007 Sala Sporturilor Olimpia, Ploiești Durata: 1h:28 - Spettatori: 800   | Romania    | 0 - 3 | Turchia    | 20-25, 17-25, 21-25               |
| 27 maggio 2007 Vidzeme Olimpiskais centrs, Valmiera Durata: 1h:49 - Spettatori: 700 | Lettonia   | 1 - 3 | Slovacchia | 23-25, 25-23, 20-25, 20-25        |
| 26 maggio 2007 Sala Sporturilor Olimpia, Ploiești Durata: 2h:17 - Spettatori: 500   | Romania    | 2 - 3 | Turchia    | 29-27, 22-25, 25-22, 19-25, 12-15 |
| 2 giugno 2007 Selçuk Üniversitesi, Konya Durata: 1h:50 - Spettatori: 2 500          | Turchia    | 3 - 1 | Lettonia   | 28-26, 22-25, 25-21, 25-20        |
| 2 giugno 2007 Aréna Poprad, Poprad Durata: 2h:09 - Spettatori: 2 000                | Slovacchia | 3 - 1 | Romania    | 21-25, 25-16, 36-34, 25-21        |
| 3 giugno 2007 Selçuk Üniversitesi, Konya Durata: 2h:00 - Spettatori: 2 300          | Turchia    | 3 - 2 | Lettonia   | 20-25, 25-21, 25-20, 21-25, 15-10 |
| 3 giugno 2007 Aréna Poprad, Poprad Durata: 2h:04 - Spettatori: 1 500                | Slovacchia | 3 - 1 | Romania    | 33-31, 25-27, 25-15, 25-22        |
| 9 giugno 2007 Arena Riga, Riga Durata: 1h:50 - Spettatori: 600                      | Lettonia   | 3 - 1 | Romania    | 25-21, 28-26, 22-25, 25-22        |
| 8 giugno 2007 Aréna Poprad, Poprad Durata: 2h:25 - Spettatori: 2 150                | Slovacchia | 2 - 3 | Turchia    | 33-35, 29-27, 23-25, 25-17, 12-15 |
| 10 giugno 2007 Arena Riga, Riga Durata: 2h:07 - Spettatori: 750                     | Lettonia   | 2 - 3 | Romania    | 27-25, 23-25, 23-25, 25-15, 14-16 |
| 9 giugno 2007 Aréna Poprad, Poprad Durata: 1h:41 - Spettatori: 1 400                | Slovacchia | 3 - 1 | Turchia    | 25-16, 22-25, 25-23, 25-23        |
| 16 giugno 2007 Eczacıbaşı Spor Salonu, Istanbul Durata: 2h:15 - Spettatori: 400     | Turchia    | 2 - 3 | Slovacchia | 19-25, 25-21, 25-23, 25-27, 12-15 |
| 15 giugno 2007 Sala Sporturilor Olimpia, Ploiești Durata: 2h:38 - Spettatori: 300   | Romania    | 3 - 2 | Lettonia   | 25-20, 23-25, 25-23, 22-25, 16-14 |
| 17 giugno 2007 Eczacıbaşı Spor Salonu, Istanbul Durata: 1h:24 - Spettatori: 600     | Turchia    | 3 - 0 | Slovacchia | 25-18, 25-21, 25-22               |
| 16 giugno 2007 Sala Sporturilor Olimpia, Ploiești Durata: 2h:13 - Spettatori: 400   | Romania    | 3 - 2 | Lettonia   | 22-25, 24-26, 26-24, 25-23, 17-15 |
| 22 giugno 2007 City Sports Hall, Levice Durata: 1h:24 - Spettatori: 1 000           | Slovacchia | 3 - 0 | Lettonia   | 25-20, 25-21, 25-23               |
| 23 giugno 2007 Atatürk Spor Salonu, Ankara Durata: 1h:15 - Spettatori: 1 500        | Turchia    | 3 - 0 | Romania    | 25-21, 25-22, 25-16               |
| 23 giugno 2007 City Sports Hall, Levice Durata: 1h:30 - Spettatori: 800             | Slovacchia | 3 - 0 | Lettonia   | 25-21, 25-23, 25-14               |
| 24 giugno 2007 Atatürk Spor Salonu, Ankara Durata: 1h:12 - Spettatori: 1 500        | Turchia    | 3 - 0 | Romania    | 25-19, 25-20, 25-19               |
| 30 giugno 2007 Arena Riga, Riga Durata: 1h:44 - Spettatori: 700                     | Lettonia   | 3 - 1 | Turchia    | 25-23, 15-25, 25-23, 25-17        |
| 29 giugno 2007 Sala Sporturilor Olimpia, Ploiești Durata: 2h:07 - Spettatori: 350   | Romania    | 2 - 3 | Slovacchia | 25-23, 20-25, 25-23, 21-25, 12-15 |
| 1º luglio 2007 Arena Riga, Riga Durata: 2h:07 - Spettatori:                         | Lettonia   | 2 - 3 | Turchia    | 25-23, 12-25, 20-25, 31-29, 10-15 |
| 30 giugno 2007 Sala Sporturilor Olimpia, Ploiești Durata: 2h:00 - Spettatori: 300   | Romania    | 2 - 3 | Slovacchia | 19-25, 21-25, 27-25, 25-18, 11-15 |

##### Classifica
| Pos. | Squadra    | Pt | G  | V  | P  | SV | SP | Ratio | PF   | PS   | Ratio |
| ---- | ---------- | -- | -- | -- | -- | -- | -- | ----- | ---- | ---- | ----- |
| 1.   | Slovacchia | 22 | 12 | 10 | 2  | 32 | 17 | 1,882 | 1173 | 1082 | 1,084 |
| 2.   | Turchia    | 21 | 12 | 9  | 3  | 31 | 18 | 1,722 | 1137 | 1054 | 1,079 |
| 3.   | Romania    | 15 | 12 | 3  | 9  | 18 | 33 | 0,545 | 1104 | 1205 | 0,916 |
| 4.   | Lettonia   | 14 | 12 | 2  | 10 | 19 | 32 | 0,594 | 1111 | 1184 | 0,938 |

      Qualificata alle semifinali.

### Fase finale
|  | Semifinali | Semifinali | Semifinali |            |    | Finale          | Finale          | Finale          |  |
|  |            |            |            |            |    |                 |                 |                 |  |
|  | 1B         | Slovenia   | 1          |            |    |                 |                 |                 |  |
|  | 1B         | Slovenia   | 1          |            |    |                 |                 |                 |  |
|  | 1A         | Spagna     | 3          |            |    |                 |                 |                 |  |
|  | 1A         | Spagna     | 3          |            | 1A | Spagna          | 3               |                 |  |
|  |            |            |            |            | 1A | Spagna          | 3               |                 |  |
|  |            |            | 2B         | Portogallo | 2  |                 |                 |                 |  |
|  | 2B         | Portogallo | 2B         | Portogallo | 2  | 3               |                 |                 |  |
|  | 2B         | Portogallo |            |            |    | 3               |                 |                 |  |
|  | 1C         | Slovacchia | 1          |            |    | Finale 3º posto | Finale 3º posto | Finale 3º posto |  |
|  | 1C         | Slovacchia | 1          |            |    |                 |                 |                 |  |
|  |            |            |            |            |    |                 |                 |                 |  |
|  |            |            |            |            |    | 1B              | Slovenia        | 1               |  |
|  |            |            |            |            |    | 1B              | Slovenia        | 1               |  |
|  |            |            |            |            |    | 1C              | Slovacchia      | 3               |  |

#### Semifinali
| 7 luglio 2007 Portimão Arena, Portimão Durata: 1h:52 - Spettatori: 500   | Slovenia   | 1 - 3 | Spagna     | 25-23, 22-25, 18-25, 23-25 |
| 7 luglio 2007 Portimão Arena, Portimão Durata: 2h:05 - Spettatori: 1 500 | Portogallo | 3 - 1 | Slovacchia | 25-21, 20-25, 25-21, 25-23 |

#### Finale 3º posto
| 8 luglio 2007 Portimão Arena, Portimão Durata: 1h:51 - Spettatori: 500 | Slovenia | 1 - 3 | Slovacchia | 18-25, 25-20, 19-25, 18-25 |

#### Finale
| 8 luglio 2007 Portimão Arena, Portimão Durata: 2h:13 - Spettatori: 3 000 | Spagna | 3 - 2 | Portogallo | 21-25, 25-18, 25-22, 19-25, 20-18 |

## Classifica finale
| Pos | Squadra     | Rosa |
| --- | ----------- | --- |
|     | Spagna      | Formazione: Barcala, de la Fuente, G. Falasca, M. Falasca, Flores, García, Hernán, Lobato, Moltó, Pérez, Rodriguez , Rodríguez, Sevillano, Subiela , CT: Anastasi                                        |
|     | Portogallo  | Formazione: Botas, Cruz, Ferreira, Franco Lima, Gaspar, Gonçalves, José, Lopes, Malveiro, Peixoto, Pinheiro, Ribeiro, E. Sequeira, V. Sequeira, Sousa, Teixeira, CT: Schmidt                             |
|     | Slovacchia  | Formazione: Bartík, Červeň, Diviš, Hody, Hupka, Janušek, Kmeť, Kohút, Masný, Nemec, Ogurčák, Pipa, Sabo, Skladaný, Sopko, CT: Přidal                                                                     |
| 4   | Slovenia    | Formazione: Flajs, Gasparini, Kamnik, Komel, Pajenk, Paravan, Pleško, Potočnik, Radović, Satler, Šket, Škorc, Šmuc, Urnaut, Vidič, Vinčić, CT: ?                                                         |
| 5   | Turchia     | Formazione: Aslan, Ayvazoğlu, Çayır, Cin, Elgaz, Güç, Kayhan, Keskin, Kıyak, Kurtar, Şahin, Tanık, Toçoğlu, Ulusoy, CT: Menküer                                                                          |
| 6   | Germania    | Formazione: Andrae, Bakumovski, Böhme, Dehne, Günthör, Hübner, Kromm, Pampel, Popp, Schöps, Späth-Westerholt, Steuerwald, Tischer, CT: Warm                                                              |
| 7   | Paesi Bassi | Formazione: Bontje, Freriks, Hooi, Horstink, Klok, Kooistra, Lorsheijd, Olieman, Paulides, Rademaker, Rauwerdink, Snippe, Trommel, van de Loo, Van Der Wel, van Gendt, CT: ?                             |
| 8   | Grecia      | Formazione: Andreadīs, Armenakīs, Gkaras, Karagiannīs, Karipidīs, Lappas, Ntonas, Pantaleōn, Papadīmītriou, Prousalīs, Rizopoulos, Roumeliōtīs, Smaragdīs, Soultanopoulos, Stefanou, Tsergas, CT: Leonis |
| 9   | Romania     | Formazione: Andrieş, Began, Birău, Bobeanu, Borota, Ciortea, Feher, Gavril, Gheorghiţă, Harbuz, Ilieş, Lică, Macovei, Roman, Stancu, Voinea, CT: Stefan                                                  |
| 10  | Rep. Ceca   | Formazione: Baránek, Bence, Cerha, Hrazdíra, Konečný, Kotrch, Kral , Kryštof, Kust, Polanský, Popelka, Rak, Štokr, Ticháček, Zach, Zadražil, CT: ?                                                       |
| 11  | Lettonia    | Formazione: A. Celitāns, G. Celitāns, Grimailovs , Grimailovs, Iecelnieks, Kalniņś, Koržeņevičs, Kovals, Leitis, Medenis, Pēda, Ramma, Sorokins, Štāls, CT: ?                                            |
| 12  | Belgio      | Formazione: Blairon, Callebert, Claes, Depestele, Hoho, Prenen, Raymaekers, Schrijvers, Tuerlinckx, van Decraen, van Goethem, van Walle, Verhanneman, Verhelst, CT: Morand                               |

## Premi individuali
| Premio                | Nome              | Squadra    |
| --------------------- | ----------------- | ---------- |
| MVP                   | Guillermo Falasca | Spagna     |
| Miglior realizzatore  | Guillermo Falasca | Spagna     |
| Miglior attaccante    | Hugo Gaspar       | Portogallo |
| Miglior muro          | Emanuel Kohút     | Slovacchia |
| Miglior servizio      | André Lopes       | Portogallo |
| Miglior palleggiatore | Michal Masný      | Slovacchia |
| Miglior ricevitore    | Israel Rodríguez  | Spagna     |
| Miglior libero        | Carlos Teixeira   | Portogallo |